# Мемориальный музей Оямы
Мемориальный музей Оямы (яп. 大山名人記念館
 О:яма мэйдзин кинэнкан) построен в 1993 году в память Ясухару Оямы (1923-1992), 15-го пожизненного мэйдзина по сёги, сильнейшего сёгиста XX века (до Хабу). Является частью мемориального комплекса Курасики гэйбункан (яп. 倉敷市芸文館) в городе Курасики (префектура Окаяма). Используется в качестве мемориала, детской школы сёги, и для проведения мероприятий по сёги.
В августе каждого года в музее проводится открытый праздник сёги, а в ноябре разыгрывается финал одной из шести женских «корон» сёги — кубка Оямы Курасики тока.
Директор — Митио Ариёси, 9-й дан.